# Hogansville
Hogansville é uma cidade localizada no estado americano de Geórgia, no Condado de Troup.

## Demografia
Segundo o censo americano de 2000, a sua população era de 2774 habitantes.
Em 2006, foi estimada uma população de 2909, um aumento de 135 (4.9%).

## Geografia
De acordo com o United States Census Bureau tem uma área de 17,3 km², dos quais 17,2 km² cobertos por terra e 0,1 km² cobertos por água. Hogansville localiza-se a aproximadamente 239 m acima do nível do mar.

## Localidades na vizinhança
O diagrama seguinte representa as localidades num raio de 20 km ao redor de Hogansville.